# 馬塞盧區
馬塞盧區（英語：Maseru District）是萊索托西部的一個區。面積4,279平方公里。根據2006年人口普查統計，人口為436,399人。首府馬塞盧也是國家的首都。